# Casa Carbone
Casa Carbone è una casa museo che si trova a Lavagna, in provincia di Genova. È un esempio di dimora in stile fin-de-siècle ed è stata donata nel 1987 al Fondo Ambiente Italiano dagli ultimi proprietari della famiglia Carbone: i fratelli Emanuele e Siria.

## Descrizione
Casa Carbone viene trasformata in casa museo nel 2004, grazie ai lavori di recupero e restauro a cura del FAI - Fondo Ambiente Italiano, che ha ricostruito e riallestito fedelmente l'ambiente domestico della famiglia Carbone, famiglia borghese del Novecento ligure.
La struttura architettonica riflette la tipica costruzione regionale del XIX secolo, mentre gli interni seguono uno stile fin-de-siècle delle residenze signorili della zona. Nella casa è conservata una pregiata raccolta di ceramiche Wedgwood, ma anche oggetti della quotidianità di epoche passate come biancheria, servizi di piatti, bambole di porcellana e, nello studio di Emanuele Carbone, si trovano strumenti scientifici e astronomici e i libri e riviste raccolti dall'eclettico proprietario.